# Иулиан с озера Орта
Иулиан с озера Орта (IV век) — святой, диакон. День памяти — 7 января, 21 июня (4 июля) (Сербская православная церковь).
.
Святой Иулиан (Julien), диакон, и его брат Иулий проповедовали в окрестности озера Орта, епархия Новара, Ломбардия. Святой Иулиан отшёл ко Господу в 391 году, вскоре после своего брата.

## Житие
Святой Иулиан с озера Орта и его брат, святой Иулий, священник, родились на острове Эгина, Греция в IV веке. Оба брата получили образование в Афинах.
Затем они отправились в Ломбардию, на берега маленького озера Орта. Они основали более сотни храмов и часовен в районе озера Лаго-Маджоре, но лишь два из них имеют подтверждённый статус палеохристианских храмов: базилика святого Иулия (Орта-Сан-Джулио) и храм святого Лаврентия в Гоццано.
Почитание святых сохраняется на берегах озер Орта и озера Лаго Маджоре. Нынешнее озеро Орта в древности называлось Кузио. В Средние века оно стало называться озером святого Джулио.
Также 7 января поминают святого Иулиана из Кальяри.